# Bathysabellaria neocaledoniensis
Bathysabellaria neocaledoniensis is een borstelworm uit de familie Sabellariidae. Het lichaam van de worm bestaat uit een kop, een cilindrisch, gesegmenteerd lichaam en een staartstukje. De kop bestaat uit een prostomium (gedeelte voor de mondopening) en een peristomium (gedeelte rond de mond) en draagt gepaarde aanhangsels (palpen, antennen en cirri).
Bathysabellaria neocaledoniensis werd in 1993 voor het eerst wetenschappelijk beschreven door Lechapt & Gruet.